# Уайлд-Райс (тауншип)
Уайлд-Райс (англ. Wild Rice) — тауншип в округе Норман, Миннесота, США. На 2000 год его население составило 334 человека.

## География
По данным Бюро переписи населения США площадь тауншипа составляет 91,3 км², из которых 91,3 км² занимает суша, водоёмов нет.

## Демография
По данным переписи населения 2000 года здесь находились 334 человека, 125 домохозяйств и 93 семьи.  Плотность населения —  3,7 чел./км².  На территории тауншипа расположено 139 построек со средней плотностью 1,5 построек на один квадратный километр. Расовый состав населения: 97,01 % белых, 2,69 % коренных американцев, 0,30 % — других рас США. Испанцы или латиноамериканцы любой расы составляли 2,10 % от популяции тауншипа.
Из 125 домохозяйств в 36,8 % воспитывались дети до 18 лет, в 68,0 % проживали супружеские пары, в 5,6 % проживали незамужние женщины и в 24,8 % домохозяйств проживали несемейные люди. 21,6 % домохозяйств состояли из одного человека, при том 8,8 % из — одиноких пожилых людей старше 65 лет. Средний размер домохозяйства — 2,67, а семьи — 3,10 человека.
28,1 % населения — младше 18 лет, 8,1 % — в возрасте от 18 до 24 лет, 23,4 % — от 25 до 44, 26,0 % — от 45 до 64, и 14,4 % — старше 65 лет. Средний возраст — 38 лет. На каждые 100 женщин приходилось 122,7 мужчин.  На каждые 100 женщин старше 18 приходилось 116,2 мужчин.
Средний годовой доход домохозяйства составлял 35 625 долларов, а средний годовой доход семьи —  41 161 доллар. Средний доход мужчин —  29 167  долларов, в то время как у женщин — 19 821. Доход на душу населения составил 13 530 долларов. За чертой бедности находились 2,1 % семей и 7,3 % всего населения тауншипа, из которых 4,5 % младше 18 и 13,9 % старше 65 лет.